# Neurellipes staudingeri
Neurellipes staudingeri är en fjärilsart som beskrevs av Smith och Kirby 1894. Neurellipes staudingeri ingår i släktet Neurellipes och familjen juvelvingar. Inga underarter finns listade i Catalogue of Life.